# Геоморфология

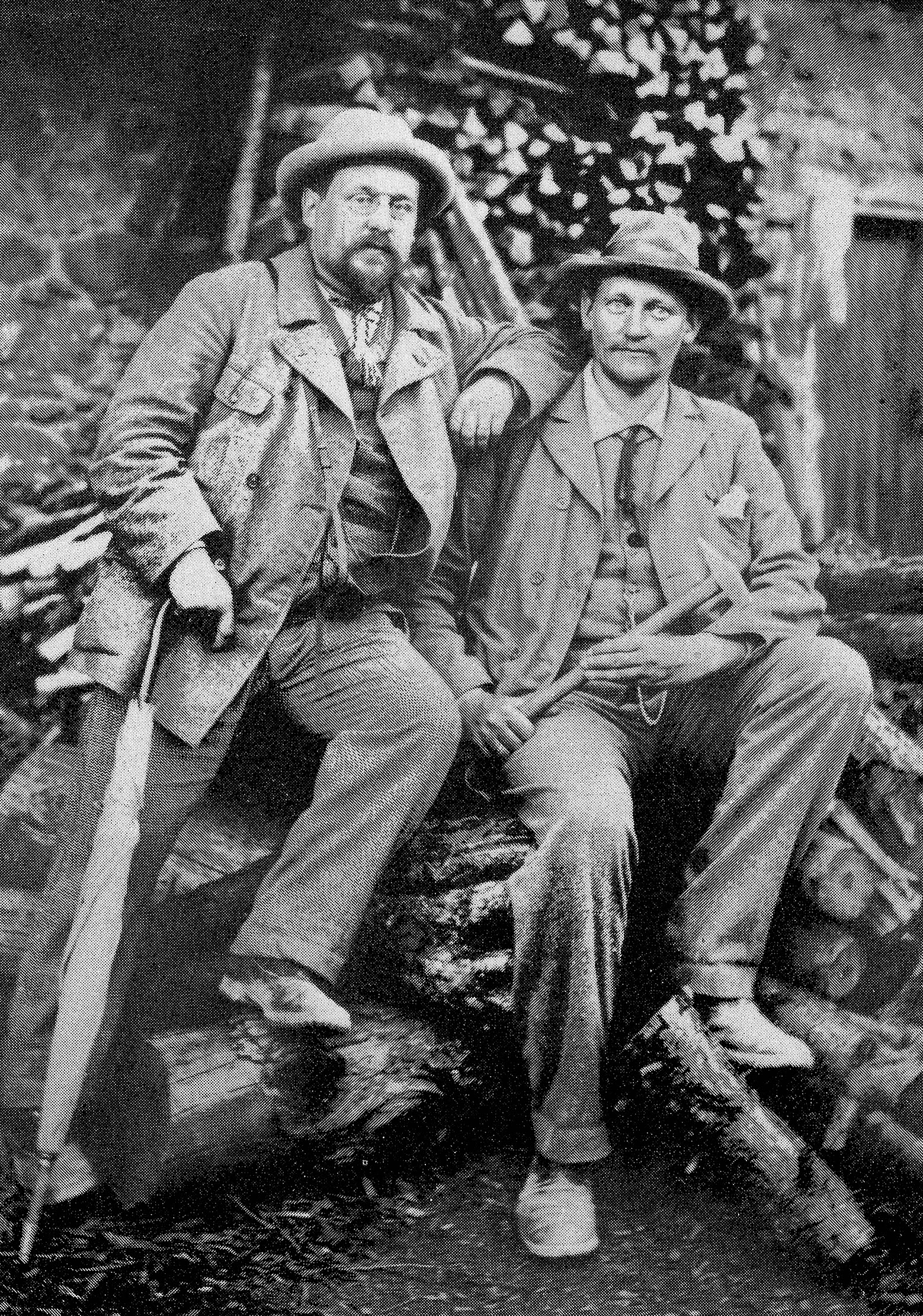
Геоморфологи Эдуард Брюкнер и Альбрехт Пенк

Геоморфологическая схема

Геоморфоло́гия (от др.-греч. γῆ «Земля» + μορφή «форма» + λόγος «учение, наука») — наука о рельефе, его внешнем облике, происхождении, истории развития, современной динамике и закономерностях распространения. Геоморфология изучает историю и динамику изменения рельефа, прогнозирует будущие изменения. Дисциплина непосредственно связана с географией, геологией, геодезией, почвоведением, планетологией, геоархеологией.
Описывает и изучает рельеф Земли на основе следующих признаков и практических критериев:
- Форма;
- Размер;
- Геологическое содержание;
- Генезис;
- Динамика;
- Практическая применимость;
- Вероятная опасность;
- Эстетика.

Определяет, что земной рельеф в целом формируется под влиянием эндогенных (тектоника, вулканизм, кристаллохимическое разуплотнение вещества земных недр и другие), экзогенных и космогенных процессов.
Общая геоморфология — теоретическая, практическая и учебная дисциплина, охватывающая основные приемы и методы изучения рельефа и его динамики. В процессе своего естественного исторического развития из Общей геоморфологии выделились узко специализированные «ветви» или разделы.
Основные разделы:
- Динамическая геоморфология
- Структурная геоморфология
- Климатическая геоморфология
- Палеогеоморфология[1].

Также подразделяется по основным рельефообразующим процессам: геоморфология вулканических областей, флювиальная геоморфология, морская, ледниковая и другие.
Инженерная геоморфология — отрасль геоморфологии, прикладная дисциплина, целью которой является учёт свойств рельефа и его динамики при инженерном анализе, прогнозе, планировании, проектировании и строительстве искусственных сооружений на земной поверхности, или поверхности других планет.
Геоморфологическая картография — комплексная научная, учебная и прикладная дисциплина, которая занимается созданием специальных карт с целью отображения морфологии земной поверхности в детальном виде.
В геоморфологии принято выделять три уровня рельефа по признаку соподчиненности:
- элементы — нижний уровень;
- формы — средний уровень;
- комплексы — высший уровень.

Элементами рельефа являются простейшие его составляющие: точки, линии и поверхности. К таковым относятся горные вершины, днища конусообразных воронок, тальвеги, водоразделы, бровки, тыловые швы, горизонтальные и субгоризонтальные поверхности, склоны.
Формы рельефа — наблюдаемые неровности земной поверхности, представляющие собой поверхность, облекающую трёхмерное объёмное тело и состоящие из элементов рельефа или более простых форм рельефа, что в трудах ряда исследователей определяется термином морфоскульптура.
Комплекс или Тип рельефа — это совокупность форм рельефа, сходных по какому-либо признаку: внешне (морфологически), по происхождению (генетически), возрасту.
К 2002 году геоморфолог Леонид Михайлович Ахромеев учел и систематизировал более 2 000 геоморфологических терминов, которые составляют научный лексикон российских исследователей.

## Основные термины
- Геотектура
- Ландшафт
- Морфогенез
- Морфография
- Морфометрия
- Морфоскульптура
- Рельеф
- Тектоника
- Экзогенные процессы

## История
Основателем геоморфологии был китайский учёный и государственный деятель Шэнь Ко (1031—1095), наблюдавший за раковинами морских животных, находящихся в геологическом слое горы, расположенной за сотни миль от Тихого океана. Заметив слой раковин двустворчатых моллюсков, движущийся в горизонтальной протяжённости вдоль сечения обрыва, он высказал предположение, что этот обрыв ранее являлся морским побережьем, которое по прошествии веков сместилось на сотни километров. Он сделал вывод, что форма земли изменилась и сформировалась вследствие почвенной эрозии и отложении наносов, наблюдая за эрозией гор вблизи Вэньчжоу. К тому же он выдвинул теорию о постепенном изменении климата с течением веков, так как древние останки бамбука были найдены в сухой северной климатической зоне Янчжоу, ныне провинция Шэньси. Однако пионерные работы Шэнь Ко не оказали влияния на развитие геоморфологии как научной дисциплины в других странах, так как об этих взглядах китайского учёного до XX века ничего не было известно.

### Геоморфология как самостоятельная научная дисциплина
Основоположником современной геоморфологии в БСЭ назван немецкий геолог Фердинанд фон Рихтгофен. На основе материалов собственных многолетних экспедиционных исследований он «собрал огромный материал, позволивший ему установить глубокую внутреннюю связь геологического строения с рельефом, климатом, растительностью, животным миром и хозяйственной деятельностью человека».
Рихтгофен определил географию, как науку о компонентах земной поверхности в их взаимодействии, что позволило взглянуть на развитие рельефа, как на динамическую систему, изменяющуюся во времени и пространстве.
Рихтгофен впервые предложил классификацию географических наук, разделив их на физическую географию, биогеографию и антропогеографию. В составе физической географии он выделил новую научную дисциплину, которую определил как геоморфологию*
В 1886 году Рихтгофен предложил классификацию форм рельефа на основе его генезиса, что предопределило будущие работы Уильяма Мориса Дейвиса и Вальтера Пенка.

### Географический цикл Дейвиса
Геоморфологическая модель, предложенная Уильямом Морисом Дейвисом, между 1884 и 1899 годом, носила название географический цикл или цикл эрозии. Этот цикл был привязан к принципу актуализма, который был сформулирован Джеймсом Хаттоном. Относительно впадин, этот цикл опирался на последовательность, с которой реки могут вырезать впадины все более и более глубокие, но затем береговая эрозия в конечном счёте снова выравнивает территорию, теперь уже понижая её. Цикл может снова начать поднимать территорию. Эта модель сегодня рассматривается со значительными упрощениями для более удобного использования на практике.

### Генезиса рельефа в модели Пенка
Вальтер Пенк развил альтернативную модель в 1920-х годах, основанную на соотношении подъёмов и эрозии, которая однако не могла объяснить все многообразие форм рельефа и его генезиса.

### Геоморфологияв Российской империи
Основы геоморфологии в Российской империи были заложены работами Ю. Я. Ходзько, П. П. Семёновым-Тян-Шанским, П. А. Кропоткиным, В. В. Докучаевым, И. Д. Черским, И. В. Мушкетовым, С. Н. Никитиным, Д. Н. Анучиным, А. П. Павловым, Я. С. Эдельштейном.

Позднее, после 1917 года в СССР проблемы геоморфологии изучали В. А. Обручев, И. С. Щукин, С. С. Шульц и другие учёные.

### Советский период
Первая кафедра геоморфологии в Советской России была создана в Географическом институте в Петрограде в 1918 году. Её возглавил видный тектонист — профессор Михаил Михайлович Тетяев, получивший образование в Льежском университете. В дальнейшем кафедра вместе с Институтом вошла в состав Ленинградского государственного университета.

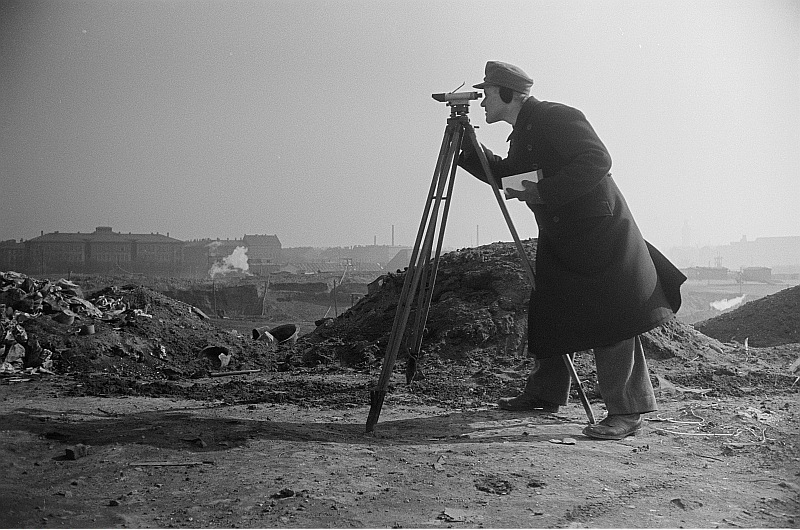
Топографическая съёмка